# Oleg Bozjev
Oleg Felevitj Bozjev (ryska: Олег Фелевич Божьев), född 25 augusti 1961 i Moskva, är en rysk före detta skridskoåkare som tävlande för Sovjetunionen.
Bozjev blev olympisk bronsmedaljör på 1 500 meter vid vinterspelen 1984 i Sarajevo.